# 巴巴阿塔尔谒师所
巴巴阿塔尔谒师所（Gurdwara Baba Atal）是一座著名的锡克教谒师所，位于印度阿姆利则。它是阿姆利则最好的建筑奇迹之一，是锡克教最凄美的礼拜场所之一，距离著名的金庙很近。

## 建筑

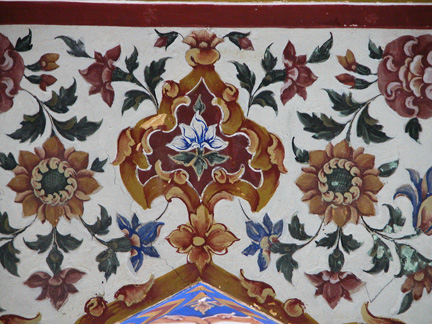

巴巴阿塔尔谒师所建于两个世纪前，用于纪念第六世古魯哈果濱（Guru Hargobind）之子巴巴阿塔尔。它共有九层，代表他的寿命是九岁（1628年去世）。